# Paso Hondo, Guanajuato
Paso Hondo är en ort i Mexiko.   Den ligger i kommunen Victoria och delstaten Guanajuato, i den centrala delen av landet, 230 km nordväst om huvudstaden Mexico City. Paso Hondo ligger 1 756 meter över havet och antalet invånare är 132.
Terrängen runt Paso Hondo är huvudsakligen kuperad. Paso Hondo ligger nere i en dal. Runt Paso Hondo är det ganska glesbefolkat, med 24 invånare per kvadratkilometer. Närmaste större samhälle är Doctor Mora, 12,7 km sydväst om Paso Hondo. Omgivningarna runt Paso Hondo är i huvudsak ett öppet busklandskap.